# Limbă OVS
În tipologia lingvistică, limbile obiect-verb-subiect (OVS) sau obiect-verb-agent (OVA) reprezintă o permutare rară a ordinii cuvintelor. OVS denotă secvența obiect-verb-subiect în expresii nemarcate: „Mere a mâncat Ion”, „Multe cărți are Maria”. Diateza pasivă în limba română poate părea a fi în topica OVS, dar aceasta nu este o descriere corectă. Într-o propoziție cu diateză activă precum „Mere a mâncat Ion”, subiectul gramatical, Ion, este agentul și acționează asupra pacientului, mere, care este obiectul verbului, a mâncat. În diateza pasivă, „Merele au fost mâncate de Ion”, ordinea este inversată, astfel încât pacientul este urmat de verb și apoi de agent. Cu toate acestea, „Merele” devin subiectul verbului, „au fost mâncate”, care este modificat de perifraza prepozițională, „de Ion”, care exprimă agentul, și astfel ordinea obișnuită subiect-verb-obiect este menținută.

## Categorizare
| Ordine                                             | Exemplu              | Incidență | Incidență | Limbi |
| -------------------------------------------------- | -------------------- | --------- | --------- | --- |
| SOV                                                | „Ion mere a mâncat.” | 45%       | 45        | Abazină, abhază, akkadiană, amharică, armeană, avară, aimara, azeră, bască, bengaleză, birmană, elamită, greacă veche, hitită, hindustană, japoneză, coreeană, kurdă, latină, malayalam, manchu, mongolă, navajo, nepaleză, pali, paștună, persană, sanscrită, tamilă, telugu, tibetană, turcă, quechua |
| SVO                                                | „Ion a mâncat mere.” | 42%       | 42        | Arabă (varietățile moderne), chineză, ebraică, indoneziană, majoritatea limbilor europene, swahili, thailandeză, vietnameză |
| VSO                                                | „A mâncat Ion mere.” | 9%        | 9         | Arabă (clasică și modernă standard), limbile berbere, ebraică biblică, limbile celtice, filipineză, gî'îz, limbile polineziene |
| VOS                                                | „A mâncat mere Ion.” | 3%        | 3         | Malgașă, limbile mayașe, Terêna, Qʼeqchi' |
| OVS                                                | „Mere a mâncat Ion.” | 1%        | 1         | Äiwoo, Hixkaryana, Urarina |
| OSV                                                | „Mere Ion a mâncat.” | 0,3%      | 0.3       | Tobati, Warao, Haida |
| Distribuție raportată de Russell S. Tomlin în 1986 |                      |           |           | |

## Utilizări
Deși nu este dominant, OVS poate fi utilizat atunci când obiectul este accentuat în limbile care au o ordine a cuvintelor relativ liberă din cauza marcării cazului, cum ar fi româna, croata, basca, esperanto, maghiara, finlandeza, rusa și, într-o anumită măsură, germana și olandeza. Unele limbi, cum ar fi suedeza și norvegiana, nu au în mod normal o marcare extinsă a cazului, dar permit astfel de structuri atunci când sunt implicate pronume, care sunt marcate pentru caz, sau când rolurile sunt clare din context. În aceste limbi, OVS este utilizat destul de des atunci când obiectul este deja marcat ca subiect al unui discurs și se adaugă noi informații despre obiect. De asemenea, este frecvent utilizat în cazul în care a existat o discuție sau o întrebare cu privire la natura sau identitatea obiectului și se răspunde la această întrebare.
Exemple în limba norvegiană de utilizare a OVS pentru a sublinia obiectul: Det tror jeg ikke (lit. „Asta nu cred” - Nu cred asta); Tom så jeg i går (lit. „Pe Tom l-am văzut eu ieri” - L-am văzut ieri pe Tom); Fisken spiser katten (lit. „Peștele mănâncă pisica” - Pisica mănâncă peștele). În ultimul exemplu, este foarte puțin probabil ca peștele să fie subiectul și, prin urmare, propoziție nu e ambiguă și se înțelege cine este subiectul.
În unele limbi, regulile auxiliare ale ordinii cuvintelor pot oferi suficientă dezambiguizare pentru o utilizare emfatică a OVS. De exemplu, enunțurile declarative din daneză sunt de obicei SVnO, „n” fiind în poziția adverbelor de negare sau modale. Cu toate acestea, OVSn poate fi folosit pentru a sublinia obiectul dacă nu există ambiguitate. Astfel, Susanne elsker ikke Omar (Susanne nu-l iubește pe Omar) și Omar elsker Susanne ikke (Omar este cineva pe care Susanne nu-l iubește) nu au nici Omar, nici Susanne marcate pentru caz, dar au același înțeles, cu excepția accentuării.
Flexibilitatea ordinii cuvintelor în limba rusă permite, de asemenea, propoziții OVS, în general pentru a sublinia subiectul: Я закончил задание (lit. „Eu am terminat misiunea”) versus Задание закончил я (lit. „Am terminat misiunea eu” - Eu am fost cel care a terminat misiunea).
În turcă, OVS poate fi folosit pentru a accentua verbul. De exemplu, Bardağı kırdı John (lit. „geamul a spart John”: John a spart geamul) este un răspuns mai bun la întrebarea „Ce s-a întâmplat cu geamul?” decât propoziția SOV obișnuită John bardağı kırdı (lit. „John a spart geamul”).
În română, propoziții cu topica OVS sunt des întâlnite în construcții precum:
- „Mare bătaie de cap mi-a dat colegul.” - pentru a pune accent pe rezultatul acțiunii, mai degrabă decât pe subiect.
- „Îmi place ciocolata” - în această propoziție, „ciocolata” este subiectul, pentru că răspunde la întrebarea cine/ce. „îmi” este pronumele personal de dativ pentru persoana întâi singular, și nu este în nominativ, drept care nu poate fi subiectul. În acest caz, persoana este de fapt complementul indirect al propoziției, „place” este verbul și „ciocolata” este subiectul, de unde și topica OVS. Alte construcții asemănătoare sunt „îmi trebuie ...”.
- „Multe cărți are Maria!” - folosit pentru a exprima uimirea.

## În limbile ergativ-absolutive
Au fost documentate cel puțin cinci limbi (Makushi, Arekuna, Päri, Mangarayi, și Selkʼnam) care utilizează ordinea OVS în clauzele tranzitive, dar ordinea SV în clauzele intransitive. Deoarece toate aceste limbi au structură ergativ-absolutivă, ordinea cuvintelor lor nu este obiect-verb-subiect în sensul tradițional, ci ar putea fi descrisă mai exact ca absolutiv-verb-ergativ (AVE). Cel puțin trei dintre aceste limbi (Makushi, Arekuna și Päri) marchează acordul absolutiv asupra unui verb cu un prefix și acordul ergativ cu un sufix, ceea ce indică o structură de tip AVE la un nivel sintactic mai profund.